# پتروواتس (لسکوواتس)
پتروواتس (به صربی: Petrovac) یک منطقهٔ مسکونی در صربستان است که در لسکواس واقع شده‌است. پتروواتس ۱۰۸ نفر جمعیت دارد.